# Frisange
Frisange (luxemburguès Fréiseng, alemany Frisingen) és una comuna i vila a l'est de Luxemburg, que forma part del cantó d'Esch-sur-Alzette. Comprèn les viles de Frisange, Aspelt i Hellange.

## Població
| Nacionalitat   | Població | %      |
| -------------- | -------- | ------ |
| luxemburguesos | 2.054    | 71,37% |
| Forasters      | 824      | 28,63% |
| - portuguesos  | 286      | 9,94%  |
| - francesos    | 141      | 4,90%  |
| - italians     | 129      | 4,48%  |
| - belgues      | 68       | 2,36%  |
| - alemanys     | 34       | 1,18%  |
| - iugoslaus    | 45       | 1,56%  |
| - altres       | 121      | 4,20%  |

## Evolució demogràfica
| Any        | Població |
| ---------- | -------- |
| 15/02/2001 | 2.878    |
| 01/01/2002 | 2.919    |
| 01/01/2003 | 2.989    |
| 01/01/2004 | 3.052    |
| 01/01/2005 | 3.170    |